# Siewierz
Siewierz è un comune urbano-rurale polacco del distretto di Będzin, nel voivodato della Slesia.
Ricopre una superficie di 115,76 km² e nel 2004 contava 12 238 abitanti.